# Tam Lin

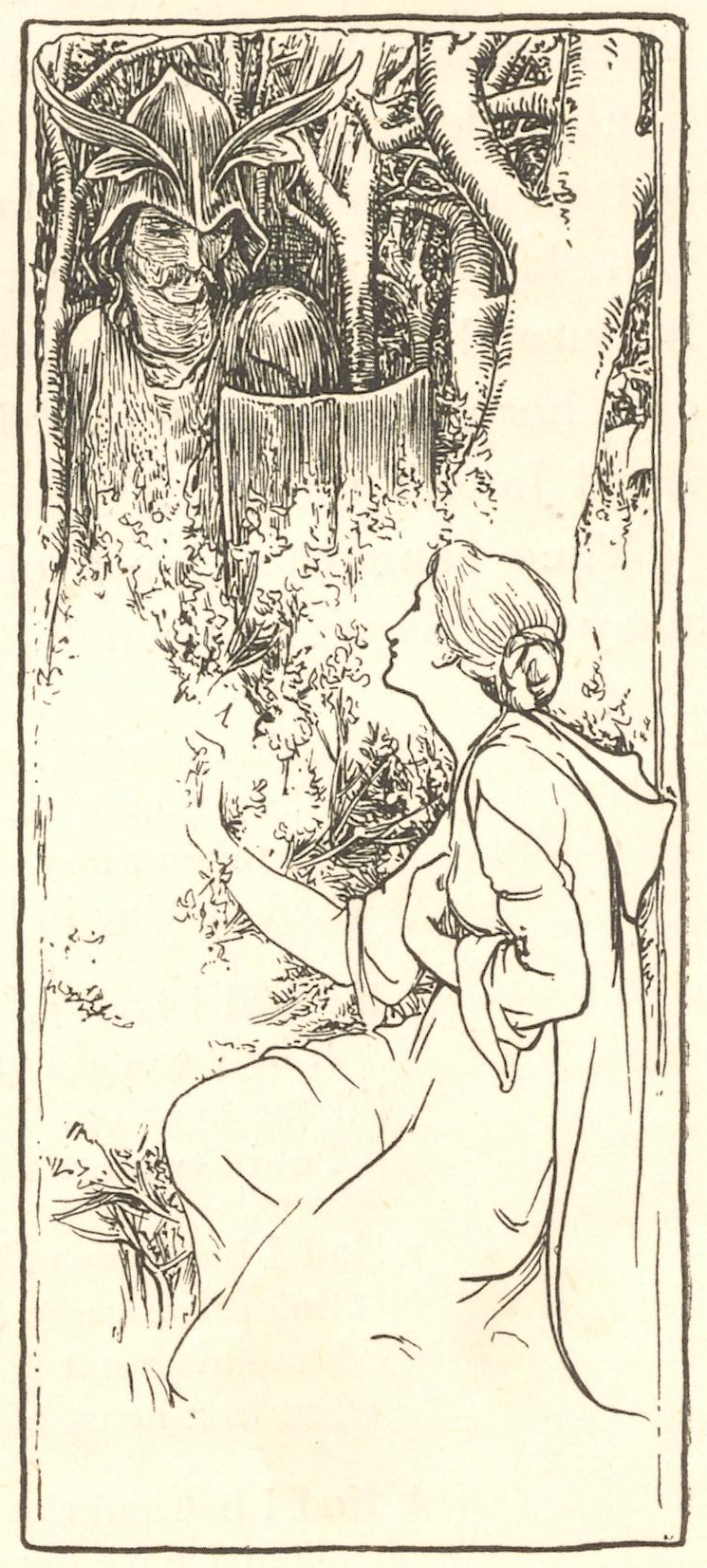
Illustration von John D. Batten für Tamlane in More English Fairy Tales

Tam (oder Tamas) Lin (auch Tamlane, Tamlin, Tambling, Tomlin, Tam Lien, Tam-a-Line, Tam Lyn oder Tam Lane genannt) ist eine Figur in einer legendären Ballade aus den Scottish Borders. Sie ist mit einem gleichnamigen Reel verbunden, der auch als Glasgow Reel bekannt ist. Die Geschichte dreht sich um die Rettung von Tam Lin vor der Königin der Feen durch seine wahre Liebe. Das Motiv, einen Menschen zu gewinnen, indem man ihn durch alle Formen der Verwandlung hindurch festhält, findet sich in ganz Europa in Volksmärchen.
Die Geschichte wurde in zahlreichen Geschichten, Liedern und Filmen verarbeitet.
Sie ist als 39. Child Ballade und Nummer 35 im Roud Folk Song Index aufgeführt.

## Inhalt

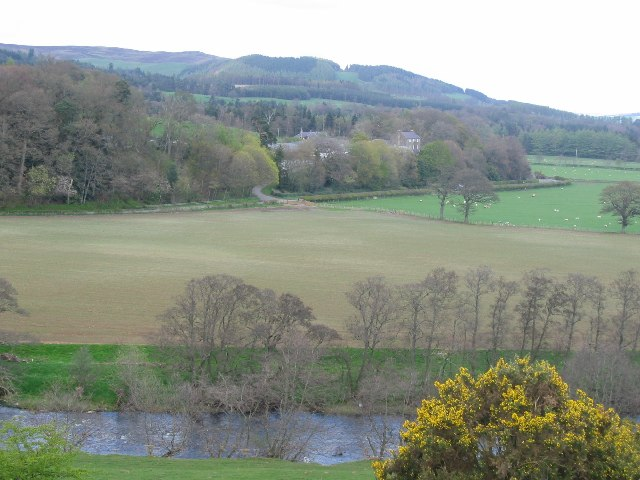
Die Farm Carterhaugh

Die Ballade beginnt in den meisten Versionen mit einer Warnung vor Tam Lin, der entweder etwas aus dem Besitz oder die Jungfräulichkeit einer Frau nimmt, wenn sie durch den verbotenen Wald von Carterhaugh geht. Eine junge Frau, die in den unterschiedlichen Variationen der Ballade oft Janet oder Margaret heißt, geht nach Carterhaugh und pflückt dabei eine gefüllte Rose. Ihr erscheint der Elf Tam Lin, der sie fragt, warum sie ohne seine Erlaubnis gekommen sei und noch dazu etwas genommen habe, was ihm gehört. Sie antwortet, dass sie auf dem Weg nach Carterhaugh wäre, da sie das Anwesen von ihrem Vater erhalten habe und es ihr gehören würde. In den meisten Varianten geht Janet dann nach Hause und entdeckt, dass sie schwanger ist; manche Varianten greifen die Geschichte erst an dieser Stelle auf. Als sie nach ihrem Zustand gefragt wird, erklärt sie, dass der Vater ihres Babys ein Elf sei, den sie nicht im Stich lassen werde. Daraufhin bekommt sie in einigen Varianten die Information über ein Kraut, welches eine Fehlgeburt herbeiführen könne. In allen Varianten trifft sie Tam Lin erneut, als sie nach Carterhaugh zurückkehrt, um dort eine Pflanze zu pflücken. Dies ist entweder wie beim ersten Besuch erneut eine Rose oder das Kraut für die Abtreibung. Tam Lin stellt dabei ihr Handeln infrage.
Entweder nach dem erneuten Aufeinandertreffen oder, in einigen Versionen, unmittelbar nach ihrer ersten Begegnung, die zu ihrer Schwangerschaft führt, fragt sie ihn, ob er mal ein Mensch gewesen wäre. Tam Lin enthüllt ihr, dass er, obwohl er einmal ein sterblicher Mann gewesen war, von der Königin der Feen in Carterhaugh eingesperrt wurde. Sie entführte ihn, indem sie ihn auffing, als er von seinem Pferd fiel. Er erzählt Janet, dass die Feen an jedem siebten Halloween um Mitternacht einen der ihren als Zehnten der Hölle geben würden und er befürchtet, dieses Mal derjenige zu sein. Er bittet Janet um Hilfe bei seiner Befreiung und sie sichert ihm ihre Hilfe zu. Dann weist er sie an, zur Zeit der Entrichtung des Zehnten in den Wald zu kommen. Er würde in Begleitung zahlreicher Feenritter sein und er sagt ihr, dass sie ihn an seinem weißen Pferd erkennen werde. Janet müsse ihn von seinem Pferd herunterziehen, was sie zu derjenigen machen würde, die ihn dieses Mal „auffängt“, und müsse ihn festhalten: Er warnt sie, dass die Feen versuchen werden, sie dazu zu bringen, ihn fallen zu lassen, indem sie ihn in alle möglichen Bestien verwandeln würden, erklärt aber, dass keine dieser Formen ihr tatsächlich Schaden zufügen wird. Er würde schließlich die Gestalt brennender Kohle annehmen. Wenn dies geschieht, soll Janet ihn in einen Brunnen werfen, woraufhin er als nackter sterblicher Mann wieder auftaucht, den Janet verstecken müsse. Sie tut, was von ihr verlangt wird, und gewinnt dadurch ihren Ritter; obwohl ihr Erfolg die Königin der Feen verärgert und diese sich wünscht, sie hätte Tam Lin die Augen herausgerissen oder sein Herz durch einen Stein ersetzt, akzeptiert die Königin schließlich ihre Niederlage.
In anderen Varianten soll Tam Lin der Enkel des Laird of Roxburgh, des Laird of Foulis, des Lord Forbes oder des Earl of Moray sein. Sein Name variiert auch zwischen Versionen: Tam Lin ist die häufigste, aber auch als Tom Line, Tomlin, Young Tambling, Tam-a-line und Tamlane ist er bekannt.

## Frühe Versionen

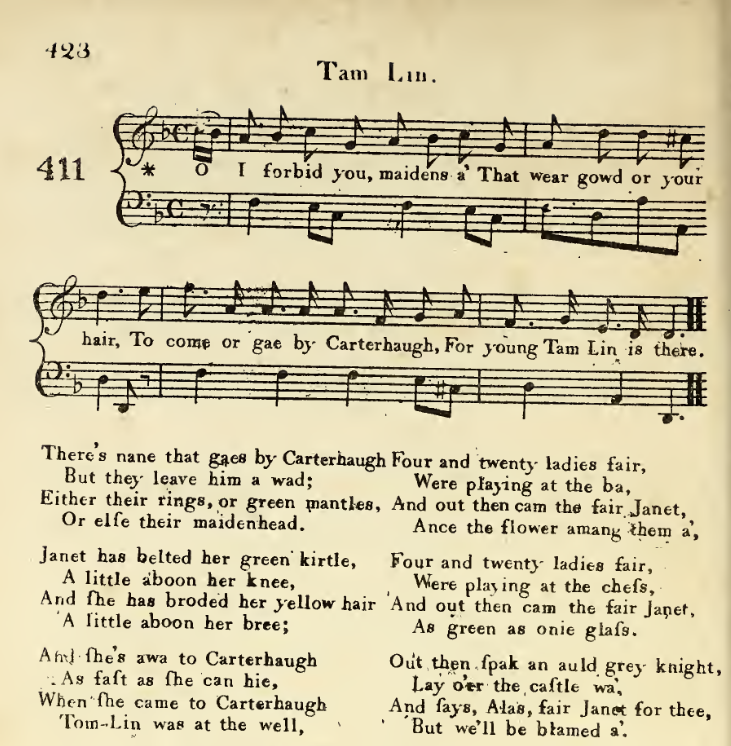
Robert Burns’ Tam Lin, in James Johnson’s Scots Musical Museum (1796)

Die erste Aufzeichnung der Ballade stammt aus dem Jahr 1549, der Veröffentlichung des The Complaynt of Scotland, in dem The Tayl of the Ȝong Tamlene (‚Die Geschichte der jungen Tamelene‘) in einer langen Liste mittelalterlicher Romanzen erwähnt wird. Michael Draytons erzählendes Gedicht Nimphidia (1627) enthält eine Figur namens Tomalin, die ein Vasall und Verwandter von Oberon, dem König der Feen, ist. Robert Burns schrieb eine Version von Tam Lin basierend auf älteren Versionen der Ballade, die in James Johnsons Liedersammlung Scots Musical Museum gedruckt wurde.
Die Geschichte erschien im 19. Jahrhundert unter verschiedenen Titeln in mehreren Märchenbüchern:
- „Elphin Irving, the Fairies’ Cupbearer“ in Traditional Tales of the English and Scottish Peasantry von Allan Cunningham (1822)
- „Wild Robin“ in Little Prudy’s Fairy Book von Sophie May (1866)
- „Tamlane“ in More English Fairy Tales von Joseph Jacobs (1893)

Francis James Child sammelte vierzehn traditionelle Varianten in The English and Scottish Popular Ballads im neunzehnten Jahrhundert. Eine andere Ballade von Child, Burd Ellen and Young Tamlane, hat keine Verbindung zu dieser Ballade außer der Ähnlichkeit der Heldennamen.

## Traditionelle Aufnahmen
Es existieren einige traditionelle Aufnahmen, welche von Schotten und Nordiren aufgenommen wurden, die sie durch mündliche Überlieferung erlernten. Eddie Butcher aus Magilligan, ein Irish Traditional Musician der Grafschaft Londonderry, kannte ein Fragment der Ballade, das im Irish Traditional Music Archive zu hören ist, und Paddy Tunney aus Mollybreen in der Grafschaft Fermanagh sang 1968 eine Version für Hugh Shields. In Schottland haben Duncan Williamson aus Auchtermuchty, William Whyte aus Aberdeen und Betsy Johnston aus Glasgow traditionelle Versionen aufgenommen, die beiden letzteren von Hamish Henderson.

## Moderne Aufnahmen
Zahlreiche Künstler haben das Thema aufgegriffen und moderne Versionen der Ballade vertont:
| Künstler                                                         | Titel              | Album                                              | Erscheinungsjahr |
| ---------------------------------------------------------------- | ------------------ | -------------------------------------------------- | ---------------- |
| Frankie Armstrong                                                | „Tam Lin“          | I Heard a Woman Singing                            | 1984             |
| Anne Briggs                                                      | „Young Tambling“   | Anne Briggs                                        | 1971             |
| Current 93                                                       | „Tamlin“           | Tamlin                                             | 1994             |
| Daniel Dutton                                                    | „Tam Lin“          | Twelve Ballads                                     | 2006             |
| Fairport Convention                                              | „Tam Lin“          | Liege & Lief                                       | 1969             |
| Archie Fisher                                                    | „Tam Lin“          | Big Bend Killing: The Appalachian Ballad Tradition | 2017             |
| Bob Hay                                                          | „Tam Lin“          | Tam Lin and More Songs by Robert Burns             | 2006             |
| The Imagined Village (Benjamin Zephaniah, Eliza Carthy et al.)   | „Tam Lyn Retold“   | The Imagined Village                               | 2007             |
| Bill Jones                                                       | „Tale of Tam Lin“  | Panchpuran                                         | 2001             |
| Alastair McDonald                                                | „Tam Lin“          | Heroes & Legends of Scotland                       | 2007             |
| Mediæval Bæbes                                                   | „Tam Lin“          | Mirabilis                                          | 2005             |
| Anaïs Mitchell & Jefferson Hamer                                 | Tam Lin (Child 39) | Child Ballads                                      | 2013             |
| Pete Morton                                                      | „Tamlyn“           | Frivolous Love                                     | 1984             |
| Mrs. Ackroyd Band                                                | „Tam Lin“          | Gnus & Roses                                       | 1995             |
| Ian Page                                                         | „Tam Lin“          | Folk Music of Scotland                             | 2008             |
| Pentangle                                                        | „Tam Lin“          | The Time Has Come                                  | 2007             |
| Steeleye Span                                                    | „Tam Lin“          | Tonight’s the Night, Live!                         | 1992             |
| Tempest                                                          | „Tam Lin“          | Serrated Edge                                      | 1992             |
| Tricky Pixie (Betsy Tinney, S. J. Tucker, Alexander James Adams) | „Tam Lin“          | Mythcreants                                        | 2009             |
| Mike Waterson                                                    | „Tam Lyn“          | For Pence and Spicy Ale (reissue)                  | 1993             |
| Kathleen Yearwood                                                | „Tam Lin“          | Book of Hate                                       | 1994             |
| Faun                                                             | „Tamlin“           | Pagan                                              | 2022             |

## Adaptionen

### Prosa
- John Myers Myers erzählt eine Variante in Silverlock (1949)
- The Armourer’s House, von Rosemary Sutcliff (1951); enthält eine Erzählung der Tam-Lin-Geschichte, die Parallelen zum Thema des Romans aufweist, nämlich einem Mädchen, das darum kämpft, seine Träume zu verwirklichen.
- Scottish Folk-Tales and Legends, von Barbara Ker Wilson (1954)
- Thursday, von Catherine Storr (1971)
- Red Shift, von Alan Garner (1973)
- The Queen of Spells, von Dahlov Ipcar (1973)
- The Perilous Gard, von Elizabeth Marie Pope (1974)
- Fire and Hemlock, von Diana Wynne Jones (1985)
- Tam Lin von Joan D. Vinge, in Imaginary Lands bearbeitet von Robin McKinley (1986)
- Nattens demon (übersetzt aus dem Norwegischem als Demon of the Night), von Margit Sandemo (1987)
- Tam Lin: An Old Ballad, von Jane Yolen, illustriert von Charles Mikolaycak (1990)
- Hold Me Fast, Don’t Let Me Pass, von Alice Munro, in Friend of My Youth (1990)
- Tam Lin von Susan Cooper, illustriert von Warwick Hutton (1991)
- Tam Lin, von Pamela Dean (1991)
- Tam Lin, in der Graphic Novel Serie Ballads and Sagas bearbeitet von Charles Vess (1995)
- Winter Rose, von Patricia McKillip (1996)
- Never Let Go, by Geraldine McCaughrean, illustriert von Jason Cockcroft (1999)
- Burd Janet, von Jane Yolen, in Not One Damsel in Distress (2000)
- Tam Lin (eine Version in Scots), von Ian MacFadyen, in The Eildon Tree, Special Double Issue 4-5: Winter 2001, bearbeitet von Tom Bryan
- Cotillion, von Delia Sherman, in Firebirds, bearbeitet von Sharyn November (2003)
- Tithe: A Modern Faerie Tale von Holly Black (2004)
- He Said, Sidhe Said von Tanya Huff, in Faerie Tales ed. Russell Davis und Martin H. Greenberg (2004)
- An Earthly Knight, von Janet McNaughton (2005)
- Blood and Iron, von Elizabeth Bear (2006)
- The Lady and the Fox, von Kelly Link, in My True Love Gave to Me, ed. Stephanie Perkins (2014)
- Roses and Rot, von Kat Howard (2016)

### Theater
- The Thyme of the Season von Duncan Pflaster (enthält Elemente und Anspielungen auf die Geschichte)
- Tamlane von Edwin Stiven[9]

### Verfilmungen
- Tam-Lin (1970) Regie Roddy McDowall, mit Ava Gardner.

### Novellen
- In der Novelle von The Dogs of Babel von Carolyn Parkhurst (in Großbritannien bekannt als Lorelei’s Secret) spielt ein Abschnitt von Tam Lin eine zentrale Rolle. Darin entdeckt der Erzähler Paul Iverson, dass seine kürzlich verstorbene Frau ihm in ihrem Bücherregal eine verschlüsselte Nachricht hinterlassen hat, in der sie Tam Lin zitiert.
- In der Novelle The House of the Scorpion von Nancy Farmer ist Tam Lin der Leibwächter des Protagonisten, des Klons von Matteo Alacrán.
- Die Novelle Red Shift von Alan Garner kann als subtile Überarbeitung der Ballade gelesen werden.
- Im Fantasyroman The Battle of Evernight von Cecilia Dart-Thornton wird die Geschichte von Tam Lin als die Geschichte von Tamlain Conmor erzählt.
- In der Novelle Rumors of Spring von Richard Grant.
- In der Novelle Cold Days von Jim Butcher wird Tam Lin als ehemaliger Ritter des Winterhofs erwähnt.

### Comic
- Tam-Lin, ein Lesedrama von Elaine Lee und illustriert von Charles Vess, erschien in The Book of Ballads and Sagas, Sammlung von Adaptionen traditioneller Lieder, meist in Comicform.[10]
- Vertigo Comic in Fables: Tam Lin starb bei der Verteidigung der letzten Festung der Fables gegen die Streitkräfte des Widersachers. Er soll der von der Feenkönigin geliebte Ritter gewesen sein, der den Ruf eines Schurken hatte, aber seine Chance auf Freiheit seinem Pagen überließ.
- In der Vertigo-Comicserie, The Sandman von Neil Gaiman: Die Vorstellung, dass Faerie der Hölle einen Opferzehnten zahlt, wird in der Handlung Season of Mists erwähnt.
- In der Vertigo-Comicserie The Books of Magic, The Names of Magic und The Books of Faerie: Tamlin ist der Vater des Protagonisten Timothy Hunter, möglicherweise des größten Zauberers der Welt. In The Books of Faerie: The Widow’s Tale wird die Geschichte von Tamlins Romanze mit Königin Titania von Faerie enthüllt.[11]

### Weitere Verwendung
- Die Geschichte wurde eingefügt in Cecilia Dart-Thorntons letztem Buch der Bitterbynde-Trilogie, The Battle of Evernight.
- Im Handyspiel Fate/Grand Order: In der englischen Übersetzung des Spiels wird „Tam Lin“ als Bezeichnung für Feenritter verwendet.
- In dem Spiel Shin Megami Tensei: Tam Lin ist ein in der Videospielserie The 400 immer wiederkehrender Dämon, der oft relativ früh rekrutiert werden kann und einer der ganz wenigen Dämonen ist, dessen Design ein exaktes Modell mit einem anderen Dämon teilt – sein Brudermodell ist ein anderer nordeuropäischer mythologischer Held, Cu Chulainn.
- Diese Ballade war eines von 25 traditionellen Werken, die in Ballads Weird and Wonderful (1912) enthalten waren und von Vernon Hill illustriert wurden.
- Das Choose-Your-Own-Adventure-Buch Enchanted Kingdom hat ein Ende, bei dem die Figur des Spielers von einem Mädchen, mit dem sich die Figur angefreundet hat, vor den Feen gerettet wird und das die Figur durch drei Verwandlungen hindurch begleiten muss.
- In Seanan McGuires October-Daye-Reihe wird das Gedicht im Laufe der Reihe sowohl gesprochen als auch erwähnt, und Janet ist eine Figur in einigen der späteren Bücher. Die Ereignisse des Gedichts ereigneten sich im Universum.
- Alastair Whites Mode-Oper WOAD adaptiert die Ballade, um die Implikationen der Multiversum-Theorie zu untersuchen.[12]